# 莱瓦卢瓦
莱瓦卢瓦（法語：Les Vallois，法語發音：[le valwa] ⓘ）是法国大东部大区孚日省的一个市镇，属于埃皮纳勒区。

## 地理
莱瓦卢瓦（48°9'29"N, 6°7'2"E）面积5.25 平方千米，位于法国大東部大區孚日省，该省份为法国东北部内陆省份，北起默兹省和默尔特-摩泽尔省，西接上马恩省，南至上索恩省和贝尔福地区省，东临上莱茵省和下莱茵省。
与莱瓦卢瓦接壤的市镇（或旧市镇、城区）包括：弗雷努瓦、热松维尔、莱兰、蓬莱邦费、桑瓦卢瓦、瓦尔弗鲁瓦库尔。

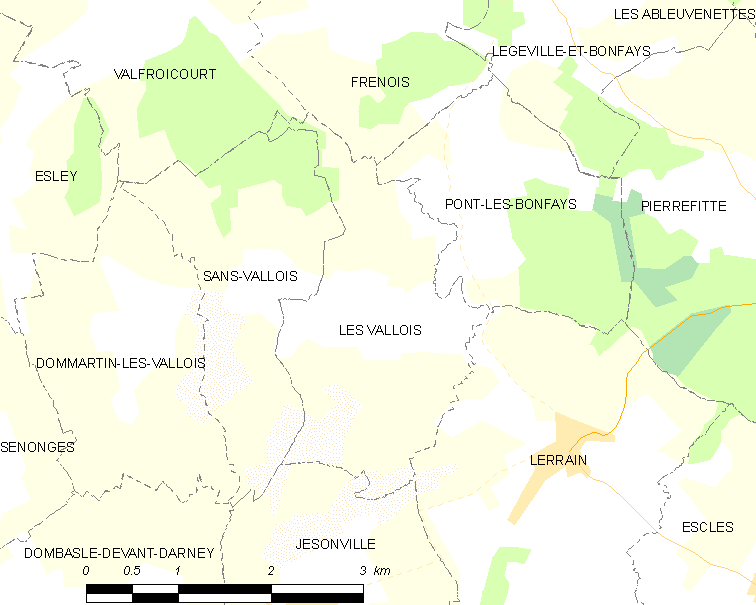
莱瓦卢瓦的OSM定位图

莱瓦卢瓦的时区为UTC+01:00、UTC+02:00（夏令时）。

## 行政
莱瓦卢瓦的邮政编码为88260，INSEE市镇编码为88491。

## 政治
莱瓦卢瓦所属的省级选区为达尔内县。

## 人口

1962-2008年间莱瓦卢瓦人口变化图示

莱瓦卢瓦于2022年1月1日时的人口数量为124人。